# Condado de Sawyer
El condado de Sawyer (en inglés: Sawyer County), fundado en 1883, es uno de 72 condados del estado estadounidense de Wisconsin. En el año 2000, el condado tenía una población de 16,196 habitantes y una densidad poblacional de 5 personas por km². La sede del condado es Hayward. El condado recibe su nombre en honor a Philetus Sawyer.

## Geografía
Según la Oficina del Censo, el condado tiene un área total de 3,497 km², de la cual 3,254 km² es tierra y 243 km² (6.95%) es agua.

### Condados adyacentes
- Condado de Bayfield (norte)
- Condado de Ashland (noreste)
- Condado de Price (este)
- Condado de Rusk (sur)
- Condado de Barron (suroeste)
- Condado de Washburn (oeste)
- Condado de Douglas (noroeste)

## Demografía
En el censo de 2000, había 40,664 personas, 6,640 hogares y 4,581 familias residiendo en el condado. La densidad poblacional era de 18 personas por km². En el 2000 había 13,722 unidades habitacionales en una densidad de 4 por km². La demografía del condado era de 81.72% blancos, 0.31% afroamericanos, 16.07% amerindios, 0.30% asiáticos, 0,02% isleños del Pacífico, 0.35% de otras razas y 1.23% de dos o más razas. 0.90% de la población era de origen hispano o latino de cualquier raza.

## Localidades

### Ciudades, villas y pueblos
- Bass Lake
- Chief Lake
- Couderay (pueblo)
- Couderay
- Draper
- Edgewater
- Exeland
- Hayward (ciudad)
- Hayward (pueblo)
- Hunter
- Lenroot
- Little Round Lake
- Meadowbrook
- Meteor
- New Post
- Ojibwa
- Radisson (pueblo)
- Radisson
- Reserve
- Round Lake
- Sand Lake
- Spider Lake
- Weirgor
- Winter (pueblo)
- Winter